# Касьяненко Інга Володимирівна
І́нга Володи́мирівна Касья́ненко (29 грудня 1924, Київ, Українська РСР, СРСР — 31 січня 2008) — українська науковиця-онколог, доктор медичних наук, професор.

## Життєпис
Учасниця Другої світової війни. 1948 року закінчила Київський медичний інститут. У 1952—67 працювала в Інституті фізіології АН УРСР, з 1967 — в Інституті проблем онкології ім. Р. Є. Кавецького АН УРСР. Провідний науковий співробітник Інституту експериментальної патології, онкології і радіобіології НАН України. Наукові дослідження по вивченню місцевих та загальних змін в організмі хворих на передпухлинні захворювання та рак, розробки нових ефективних методів протипухлинної хіміотерапії, хіміопроменевої імунотерапії хворих на злоякісні пухлини.

Могила Інги Касьяненко та її чоловіка, Байкове кладовище

Автор понад 230 наукових праць, з них 7 монографій. Лауреат Державної премії УРСР 1981 року, голова Фармакологічного комітету МОЗ України, член Європейської асоціації мамологів. 
Померла на 84-му році життя 31 січня 2008 року. Похована разом з чоловіком на Байковому кладовищі (50°24′56.60″ пн. ш. 30°30′3.90″ сх. д. / 50.4157222° пн. ш. 30.5010833° сх. д.).

### Родина
- Батько — морфолог, зоолог, анатом, доктор біологічних наук, академік Володимир Касьяненко (1901—1981).
- Чоловік — хімік, доктор хімічних наук, академік Федір Овчаренко (1913—1996).
  - Донька — літературознавиця, доктор філологічних наук Наталія Овчаренко (нар. 1950).